# 605 Жувізія
605 Жувізія (605 Juvisia) — астероїд головного поясу, відкритий 27 серпня 1906 року Максом Вольфом у Гейдельберзі.
Тіссеранів параметр щодо Юпітера — 3,151.